# Équipe du Sénégal de football à la Coupe du monde 2018
L’équipe du Sénégal de football participe à sa deuxième coupe du monde en 2018. Elle est éliminée au 1er tour, après une victoire, un match nul et une défaite.

## Qualifications
Lors des qualifications, le Sénégal a éliminé Madagascar au 2e tour, puis a terminé en tête du groupe D au 3e tour.
Ce dernier tour a été marqué par la confrontation en Afrique du Sud. Les Bafana Bafana s'étaient imposés 2-1 à domicile le 12 novembre 2016, en inscrivant notamment un penalty « imaginaire ». La FIFA a ensuite suspendu à vie l'arbitre Joseph Lamptey pour cette erreur et a donné le match à rejouer. Le Sénégal s'est finalement imposé 2-0, assurant ainsi sa qualification.

### Deuxième tour
| 2e tour aller          | Madagascar                                                                                    | 2 – 2   | Sénégal                                  |                                                                                             |                                                                                             |
| 13 novembre 2015 14h30 | Andriatsima 27e · Rakotoharimalala 59e · Jhann 20e · Randrianirini 42e · Andrianantenaina 51e | (1 – 0) | 70e MB. Diouf · 82e Mané · 80e MB. Diouf | Stade municipal de Mahamasina, Antananarivo Spectateurs : 24 000 Arbitrage : Hudu Munyemana | Stade municipal de Mahamasina, Antananarivo Spectateurs : 24 000 Arbitrage : Hudu Munyemana |
| 13 novembre 2015 14h30 | Rapport                                                                                       |         |                                          | Stade municipal de Mahamasina, Antananarivo Spectateurs : 24 000 Arbitrage : Hudu Munyemana | Stade municipal de Mahamasina, Antananarivo Spectateurs : 24 000 Arbitrage : Hudu Munyemana |

| 2e tour retour         | Sénégal                                                                        | 3 – 0   | Madagascar                      |                                                                                  |                                                                                  |
| 17 novembre 2015 19h00 | Kouyaté 19e · Konaté 54e · MB. Diouf 83e · Mané 68e · Ciss 84e · MB. Diouf 87e | (1 – 0) | · 29e Rabeson · 86e Njakanirina | Stade Léopold Sédar Senghor, Dakar Spectateurs : 35 000 Arbitrage : Joshua Bondo | Stade Léopold Sédar Senghor, Dakar Spectateurs : 35 000 Arbitrage : Joshua Bondo |
| 17 novembre 2015 19h00 | Rapport                                                                        |         |                                 | Stade Léopold Sédar Senghor, Dakar Spectateurs : 35 000 Arbitrage : Joshua Bondo | Stade Léopold Sédar Senghor, Dakar Spectateurs : 35 000 Arbitrage : Joshua Bondo |

### Troisième tour
| Rang | Équipe         | Pts | J | G | N | P | Bp | Bc | Diff |  | Résultats (▼ dom., ► ext.) |     |     |     |     |
| ---- | -------------- | --- | - | - | - | - | -- | -- | ---- |  | -------------------------- | --- | --- | --- | --- |
| 1    | Sénégal        | 14  | 6 | 4 | 2 | 0 | 10 | 3  | +7   |  | Sénégal                    |     | 0-0 | 2-0 | 2-1 |
| 2    | Burkina Faso   | 9   | 6 | 2 | 3 | 1 | 10 | 6  | +4   |  | Burkina Faso               | 2-2 |     | 4-0 | 1-1 |
| 3    | Cap-Vert       | 6   | 6 | 2 | 0 | 4 | 4  | 12 | -8   |  | Cap-Vert                   | 0-2 | 0-2 |     | 2-1 |
| 4    | Afrique du Sud | 4   | 6 | 1 | 1 | 4 | 7  | 10 | -3   |  | Afrique du Sud             | 0-2 | 3-1 | 1-2 |     |

| 8 octobre 2016 | Sénégal                                        | 2 – 0 | Cap-Vert                 |                                                                                      |                                                                                      |
| 20h00          | Baldé 24e · Sow 80e · Gassama 28e · Mbodji 60e | (1-0) | · 18e Stopira · 75e Kuca | Stade Léopold Sédar Senghor, Dakar Spectateurs : 53 000 Arbitrage : Youssef Essrayri | Stade Léopold Sédar Senghor, Dakar Spectateurs : 53 000 Arbitrage : Youssef Essrayri |
| 20h00          | Rapport                                        |       |                          | Stade Léopold Sédar Senghor, Dakar Spectateurs : 53 000 Arbitrage : Youssef Essrayri | Stade Léopold Sédar Senghor, Dakar Spectateurs : 53 000 Arbitrage : Youssef Essrayri |

| 12 novembre 2016 | Afrique du Sud | annulé     | Sénégal |                                                                               |                                                                               |
| 15h00            |                | (2-0, 2-1) |         | Stade Peter-Mokaba, Polokwane Spectateurs : 26 179 Arbitrage : Joseph Lamptey | Stade Peter-Mokaba, Polokwane Spectateurs : 26 179 Arbitrage : Joseph Lamptey |
| 15h00            | Rapport        |            |         | Stade Peter-Mokaba, Polokwane Spectateurs : 26 179 Arbitrage : Joseph Lamptey | Stade Peter-Mokaba, Polokwane Spectateurs : 26 179 Arbitrage : Joseph Lamptey |

| 2 septembre 2017 | Sénégal                             | 0 – 0   | Burkina Faso                                 |                                                                                  |                                                                                  |
| 20h00            | Koulibaly 25e, 83e · PA. Ndiaye 90e | (0 – 0) | 30e Koné · 35e Paro · 62e Touré · 88e Kaboré | Stade Léopold Sédar Senghor, Dakar Spectateurs : 42 901 Arbitrage : Joshua Bondo | Stade Léopold Sédar Senghor, Dakar Spectateurs : 42 901 Arbitrage : Joshua Bondo |
| 20h00            | Rapport                             |         |                                              | Stade Léopold Sédar Senghor, Dakar Spectateurs : 42 901 Arbitrage : Joshua Bondo | Stade Léopold Sédar Senghor, Dakar Spectateurs : 42 901 Arbitrage : Joshua Bondo |

| 5 septembre 2017 | Burkina Faso                                 | 2 – 2 | Sénégal                           |                                                                             |                                                                             |
| 18h00            | B. Traoré 8e · A. Traoré 88e · Dayo 16e, 40e | (1-1) | 26e Sarr · 75e Mané · 47e Gassama | Stade du 4 août, Ouagadougou Spectateurs : 35 000 Arbitrage : Janny Sikazwe | Stade du 4 août, Ouagadougou Spectateurs : 35 000 Arbitrage : Janny Sikazwe |
| 18h00            | Rapport                                      |       |                                   | Stade du 4 août, Ouagadougou Spectateurs : 35 000 Arbitrage : Janny Sikazwe | Stade du 4 août, Ouagadougou Spectateurs : 35 000 Arbitrage : Janny Sikazwe |

| 7 octobre 2017 | Cap-Vert     | 0 – 2 | Sénégal                                                      |                                                                       |                                                                       |
| 16h30          | · Soares 84e | (0-0) | 82e Sakho · 92e Ndoye · 64e Gueye · 69e Mbodji · 90e Nguette | Estádio Nacional, Praia Spectateurs : 14 000 Arbitrage : Gehad Grisha | Estádio Nacional, Praia Spectateurs : 14 000 Arbitrage : Gehad Grisha |
| 16h30          | Rapport      |       |                                                              | Estádio Nacional, Praia Spectateurs : 14 000 Arbitrage : Gehad Grisha | Estádio Nacional, Praia Spectateurs : 14 000 Arbitrage : Gehad Grisha |

| 10 novembre 2017 | Afrique du Sud           | 0 - 2 | Sénégal                                             |                                                                              |                                                                              |
| 19h05            | · Hlanti 60e · Gould 72e | (0-2) | 11e Sakho · 38e (csc) Mkhize · 34e Mané · 92e Niang | Stade Peter-Mokaba, Polokwane Spectateurs : 40 000 Arbitrage : Janny Sikazwe | Stade Peter-Mokaba, Polokwane Spectateurs : 40 000 Arbitrage : Janny Sikazwe |
| 19h05            | Rapport                  |       |                                                     | Stade Peter-Mokaba, Polokwane Spectateurs : 40 000 Arbitrage : Janny Sikazwe | Stade Peter-Mokaba, Polokwane Spectateurs : 40 000 Arbitrage : Janny Sikazwe |

| 14 novembre 2017 | Sénégal                  | 2 – 1 | Afrique du Sud      |                                                                                    |                                                                                    |
| 19h30            | Nguette 55e · Mbodji 92e | (0-0) | 63e Tau · 63eFurman | Stade Léopold Sédar Senghor, Dakar Spectateurs : 50 000 Arbitrage : Bamlaku Weyesa | Stade Léopold Sédar Senghor, Dakar Spectateurs : 50 000 Arbitrage : Bamlaku Weyesa |
| 19h30            | Rapport                  |       |                     | Stade Léopold Sédar Senghor, Dakar Spectateurs : 50 000 Arbitrage : Bamlaku Weyesa | Stade Léopold Sédar Senghor, Dakar Spectateurs : 50 000 Arbitrage : Bamlaku Weyesa |

#### Statistiques
34 joueurs ont participé à la campagne de qualification. Parmi eux, seuls le capitaine Cheikhou Kouyaté et le milieu Idrissa Gueye ont pris part aux 9 rencontres. 10 joueurs différents ont inscrit au moins un but.
| MJ | Joueurs |
| -- | --- |
| 9  | Cheikhou Kouyaté, Idrissa Gueye |
| 8  | Kara Mbodj, Sadio Mané, Saliou Ciss |
| 7  | Cheikh Ndoye, Kalidou Koulibaly |
| 6  | Lamine Gassama, Salif Sané |
| 5  | Keita Baldé, Moussa Konaté |
| 4  | Abdoulaye Diallo, Papa Alioune N'Diaye, Khadim N'Diaye, Moussa Sow, Moussa Wagué                                                        |
| 3  | Mame Biram Diouf, M'Baye Niang |
| 2  | Alfred N'Diaye, Diafra Sakho, Henri Saivet, Ismaïla Sarr, Ludovic Sané, Mohamed Diamé, Opa Nguette, Younousse Sankharé, Youssouf Sabaly |
| 1  | Adama Mbengue, Alfred Gomis, Assane Dioussé, Oumar Niasse, Papakouli Diop, Pape Seydou N'Diaye, Zargo Touré                             |

| Buts | Joueurs                                                                          |
| ---- | -------------------------------------------------------------------------------- |
| 2    | Cheikh Ndoye, Diafra Sakho, Mame Biram Diouf, Sadio Mané                         |
| 1    | Cheikhou Kouyaté, Ismaïla Sarr, Kara Mbodj, Keita Baldé, Moussa Sow, Opa Nguette |

## Préparation
La préparation a commencé à la fin du mois de mars 2018 avec une série de deux matchs amicaux joués au Maroc et en France. À cette occasion, Aliou Cissé a convoqué 30 joueurs dont un nouveau, Santy Ngom. Les rencontres se soldent par deux matchs nuls contre des équipes non qualifiées pour la coupe du monde : l'Ouzbékistan (1-1) et la Bosnie-Herzégovine (0-0).
Un stage de préparation se déroule du 21 au 26 mai dans les installations de Diambars à Saly, en l'absence de Sadio Mané retenu pour la finale de la ligue des champions. Le président Macky Sall remet le drapeau à la sélection le jeudi 24 mai. Enfin, un dernier entraînement public est organisé le 25 mai, au stade Léopold-Sédar-Senghor de Dakar, afin de compenser l'absence de match de préparation au Sénégal.
Les Lions poursuivent leur préparation dans la cité thermale de Vittel, en France, du 26 mai au 6 juin. Au cours de ce stage, ils se rendent au Luxembourg, où les rejoint Sadio Mané qui était retenu par le club de Liverpool pour la finale de la ligue des champions. Ils y concèdent le nul face à l'équipe nationale locale (0-0).
Le 6 juin, les Lions quittent Vittel pour Osijek (Croatie) où ils affrontent la Croatie le 8 juin. Ils s'inclinent 2-1, mettant fin à plus de deux ans d'invincibilité. Ils disputent ensuite un dernier match amical, en Autriche, le 11 juin, et battent la Corée du Sud (2-0).
Le 12 juin, l'équipe du Sénégal rejoint son camp en base en Russie, situé à Kalouga, à 159 kilomètres au sud-ouest de Moscou.

### Matchs de préparation à la Coupe du monde
Détail des matchs amicaux
| Match amical | Sénégal    | 1 – 1   | Ouzbékistan         |                                                                     |                                                                     |
| 23 mars 2018 | Konaté 63e | (0 - 1) | 20e (pen.) Shukurov | Stade Mohammed-V, Casablanca (Maroc) Arbitrage : Noureddine Jaafari | Stade Mohammed-V, Casablanca (Maroc) Arbitrage : Noureddine Jaafari |

| Match amical | Sénégal | 0 – 0   | Bosnie-Herzégovine |                                                              |                                                              |
| 27 mars 2018 |         | (0 - 0) |                    | Stade Océane, Le Havre (France) Arbitrage : Stephan Klossner | Stade Océane, Le Havre (France) Arbitrage : Stephan Klossner |

| Match amical | Luxembourg | 0 – 0   | Sénégal |                                                                        |                                                                        |
| 31 mai 2018  | Martins Pereira 74e · da Mota 87e | (0 - 0) | 90e Niang | Stade Josy-Barthel, Luxembourg (Luxembourg) Arbitrage : Javier Estrada | Stade Josy-Barthel, Luxembourg (Luxembourg) Arbitrage : Javier Estrada |
| 31 mai 2018  | Moris - Jans, Malget, Joachim (Mahmutovic 90e), Carlson (Jänisch 80e), Mutsch (da Mota 56e) - Martins Pereira (Skenderović 83e), Gerson, Barreiro, Rodrigues - Turpel | Équipes | K. Ndiaye - Ciss (Gassama 45e), Koulibaly (Sané 45e), Kouyaté, Wagué - Baldé (Diouf 45e), A. Ndiaye (Ndoye 69e), Gueye (PA. Ndiaye 45e), Sarr (Sakho 65e) - Niang, Konaté | Stade Josy-Barthel, Luxembourg (Luxembourg) Arbitrage : Javier Estrada | Stade Josy-Barthel, Luxembourg (Luxembourg) Arbitrage : Javier Estrada |

| Match amical | Croatie | 2 – 1   | Sénégal |                                                             |                                                             |
| 8 juin 2018  | Perišić 63e · Kramarić 78e · Kovačić 86e | (0 - 0) | 48e Sarr · 35e Koulibaly · 61e Sakho · 66e A. Ndiaye · 66e Sané · 66e Mané                                                                                             | Stade Gradski vrt, Osijek (Croatie) Arbitrage : Ádám Farkas | Stade Gradski vrt, Osijek (Croatie) Arbitrage : Ádám Farkas |
| 8 juin 2018  | Subašić (Kalinić 67e) - Vida, Ćorluka, Lovren (Jedvaj 46e), Strinić - Badelj (Kramarić 46e), Rakitić (Kovačić 65e), Rebić (Brozović 61e), Modrić, Perišić - Mandžukić (Kalinić 46e) | Équipes | Diallo - Sabaly, Koulibaly (Mbodj 82e), Sané, Gassama - Niang (Baldé 63e), Gueye (Ndoye 88e), A. Ndiaye (PA. Ndiaye 75e), Sarr (MB. Diouf 74e) - Mané, Sakho (Sow 86e) | Stade Gradski vrt, Osijek (Croatie) Arbitrage : Ádám Farkas | Stade Gradski vrt, Osijek (Croatie) Arbitrage : Ádám Farkas |

| Match amical | Corée du Sud | 0 – 2   | Sénégal                                                                                                 |                                                                                            |                                                                                            |
| 11 juin 2018 |              | (0 - 0) | 67e (csc) Kim · 91e (pen.) Konaté                                                                       | Das.Goldberg Stadion, Grödig (Autriche) Spectateurs : Huis-clos Arbitrage : Harald Lechner | Das.Goldberg Stadion, Grödig (Autriche) Spectateurs : Huis-clos Arbitrage : Harald Lechner |
| 11 juin 2018 |              | Équipes | K. Ndiaye - Sabaly, Koulibaly, Sané, Wagué - A. Ndiaye, Kouyaté, Mané - Niang (Konaté 46e), Sakho, Sarr | Das.Goldberg Stadion, Grödig (Autriche) Spectateurs : Huis-clos Arbitrage : Harald Lechner | Das.Goldberg Stadion, Grödig (Autriche) Spectateurs : Huis-clos Arbitrage : Harald Lechner |

### Statistiques
| Joueur               |          |          |          | TT       | But inscrit | MJ       | MT       | Légende |
| -------------------- | -------- | -------- | -------- | -------- | ----------- | -------- | -------- | --- |
| Gardiens             | Gardiens | Gardiens | Gardiens | Gardiens | Gardiens    | Gardiens | Gardiens | Abréviations et symboles : TT : Total de minutes jouées MJ : Nombre de matchs joués MT : Matchs joués en tant que titulaire : but : joueur entré : joueur remplacé : capitaine : carton jaune : carton rouge |
| Abdoulaye Diallo     | 0        | 90       | 0        | 90       | 0           | 1        | 1        | Abréviations et symboles : TT : Total de minutes jouées MJ : Nombre de matchs joués MT : Matchs joués en tant que titulaire : but : joueur entré : joueur remplacé : capitaine : carton jaune : carton rouge |
| Alfred Gomis         | 0        | 0        | 0        | 0        | 0           | 0        | 0        | Abréviations et symboles : TT : Total de minutes jouées MJ : Nombre de matchs joués MT : Matchs joués en tant que titulaire : but : joueur entré : joueur remplacé : capitaine : carton jaune : carton rouge |
| Khadim N'Diaye       | 90       | 0        | 90       | 180      | 0           | 2        | 2        | Abréviations et symboles : TT : Total de minutes jouées MJ : Nombre de matchs joués MT : Matchs joués en tant que titulaire : but : joueur entré : joueur remplacé : capitaine : carton jaune : carton rouge |
| Défenseurs           |          |          |          |          |             |          |          | Abréviations et symboles : TT : Total de minutes jouées MJ : Nombre de matchs joués MT : Matchs joués en tant que titulaire : but : joueur entré : joueur remplacé : capitaine : carton jaune : carton rouge |
| Kalidou Koulibaly    | 45       | 82       | 90       | 217      | 0           | 3        | 3        | Abréviations et symboles : TT : Total de minutes jouées MJ : Nombre de matchs joués MT : Matchs joués en tant que titulaire : but : joueur entré : joueur remplacé : capitaine : carton jaune : carton rouge |
| Kara Mbodj           | 0        | 8        | 0        | 9        | 0           | 1        | 0        | Abréviations et symboles : TT : Total de minutes jouées MJ : Nombre de matchs joués MT : Matchs joués en tant que titulaire : but : joueur entré : joueur remplacé : capitaine : carton jaune : carton rouge |
| Lamine Gassama       | 45       | 90       | 0        | 135      | 0           | 2        | 1        | Abréviations et symboles : TT : Total de minutes jouées MJ : Nombre de matchs joués MT : Matchs joués en tant que titulaire : but : joueur entré : joueur remplacé : capitaine : carton jaune : carton rouge |
| Moussa Wagué         | 90       | 0        | 90       | 180      | 0           | 2        | 2        | Abréviations et symboles : TT : Total de minutes jouées MJ : Nombre de matchs joués MT : Matchs joués en tant que titulaire : but : joueur entré : joueur remplacé : capitaine : carton jaune : carton rouge |
| Youssouf Sabaly      | 0        | 90       | 90       | 180      | 0           | 2        | 2        | Abréviations et symboles : TT : Total de minutes jouées MJ : Nombre de matchs joués MT : Matchs joués en tant que titulaire : but : joueur entré : joueur remplacé : capitaine : carton jaune : carton rouge |
| Saliou Ciss          | 45       | 0        | 0        | 45       | 0           | 1        | 1        | Abréviations et symboles : TT : Total de minutes jouées MJ : Nombre de matchs joués MT : Matchs joués en tant que titulaire : but : joueur entré : joueur remplacé : capitaine : carton jaune : carton rouge |
| Milieux              |          |          |          |          |             |          |          | Abréviations et symboles : TT : Total de minutes jouées MJ : Nombre de matchs joués MT : Matchs joués en tant que titulaire : but : joueur entré : joueur remplacé : capitaine : carton jaune : carton rouge |
| Papa Alioune N'Diaye | 45       | 15       | 0        | 60       | 0           | 2        | 0        | Abréviations et symboles : TT : Total de minutes jouées MJ : Nombre de matchs joués MT : Matchs joués en tant que titulaire : but : joueur entré : joueur remplacé : capitaine : carton jaune : carton rouge |
| Cheikh Ndoye         | 21       | 2        | 0        | 23       | 0           | 2        | 0        | Abréviations et symboles : TT : Total de minutes jouées MJ : Nombre de matchs joués MT : Matchs joués en tant que titulaire : but : joueur entré : joueur remplacé : capitaine : carton jaune : carton rouge |
| Cheikhou Kouyaté     | 90       | 0        | 90       | 180      | 0           | 2        | 2        | Abréviations et symboles : TT : Total de minutes jouées MJ : Nombre de matchs joués MT : Matchs joués en tant que titulaire : but : joueur entré : joueur remplacé : capitaine : carton jaune : carton rouge |
| Idrissa Gueye        | 45       | 88       | 0        | 133      | 0           | 2        | 2        | Abréviations et symboles : TT : Total de minutes jouées MJ : Nombre de matchs joués MT : Matchs joués en tant que titulaire : but : joueur entré : joueur remplacé : capitaine : carton jaune : carton rouge |
| Salif Sané           | 45       | 90       | 90       | 225      | 0           | 3        | 2        | Abréviations et symboles : TT : Total de minutes jouées MJ : Nombre de matchs joués MT : Matchs joués en tant que titulaire : but : joueur entré : joueur remplacé : capitaine : carton jaune : carton rouge |
| Alfred N'Diaye       | 69       | 75       | 90       | 234      | 0           | 3        | 3        | Abréviations et symboles : TT : Total de minutes jouées MJ : Nombre de matchs joués MT : Matchs joués en tant que titulaire : but : joueur entré : joueur remplacé : capitaine : carton jaune : carton rouge |
| Attaquants           |          |          |          |          |             |          |          | Abréviations et symboles : TT : Total de minutes jouées MJ : Nombre de matchs joués MT : Matchs joués en tant que titulaire : but : joueur entré : joueur remplacé : capitaine : carton jaune : carton rouge |
| Keita Baldé          | 45       | 27       | 0        | 72       | 0           | 2        | 1        | Abréviations et symboles : TT : Total de minutes jouées MJ : Nombre de matchs joués MT : Matchs joués en tant que titulaire : but : joueur entré : joueur remplacé : capitaine : carton jaune : carton rouge |
| Sadio Mané           | 0        | 90       | 90       | 180      | 0           | 2        | 2        | Abréviations et symboles : TT : Total de minutes jouées MJ : Nombre de matchs joués MT : Matchs joués en tant que titulaire : but : joueur entré : joueur remplacé : capitaine : carton jaune : carton rouge |
| Ismaïla Sarr         | 65       | 74       | 90       | 229      | 1           | 3        | 3        | Abréviations et symboles : TT : Total de minutes jouées MJ : Nombre de matchs joués MT : Matchs joués en tant que titulaire : but : joueur entré : joueur remplacé : capitaine : carton jaune : carton rouge |
| Moussa Sow           | 0        | 4        | 0        | 4        | 0           | 1        | 0        | Abréviations et symboles : TT : Total de minutes jouées MJ : Nombre de matchs joués MT : Matchs joués en tant que titulaire : but : joueur entré : joueur remplacé : capitaine : carton jaune : carton rouge |
| Pape Moussa Konaté   | 90       | 0        | 44       | 135      | 1           | 2        | 1        | Abréviations et symboles : TT : Total de minutes jouées MJ : Nombre de matchs joués MT : Matchs joués en tant que titulaire : but : joueur entré : joueur remplacé : capitaine : carton jaune : carton rouge |
| Diafra Sakho         | 35       | 86       | 90       | 211      | 0           | 3        | 2        | Abréviations et symboles : TT : Total de minutes jouées MJ : Nombre de matchs joués MT : Matchs joués en tant que titulaire : but : joueur entré : joueur remplacé : capitaine : carton jaune : carton rouge |
| M'Baye Niang         | 90       | 63       | 45       | 198      | 0           | 3        | 3        | Abréviations et symboles : TT : Total de minutes jouées MJ : Nombre de matchs joués MT : Matchs joués en tant que titulaire : but : joueur entré : joueur remplacé : capitaine : carton jaune : carton rouge |
| Mame Biram Diouf     | 45       | 16       | 0        | 61       | 0           | 2        | 0        | Abréviations et symboles : TT : Total de minutes jouées MJ : Nombre de matchs joués MT : Matchs joués en tant que titulaire : but : joueur entré : joueur remplacé : capitaine : carton jaune : carton rouge |

## Compétition

### Tirage au sort
Le tirage au sort de la Coupe du monde a lieu le vendredi 1er décembre 2017 au Kremlin à Moscou. C’est le classement d’octobre qui est pris en compte, la sélection se classe 32e du classement FIFA, et le Sénégal est placé dans le chapeau 3. La délégation sénégalaise est composée notamment du sélectionneur Aliou Cissé, du président de la Fédération sénégalaise de football, Augustin Senghor, et du Ministre des Sports Matar Bâ. Le tirage au sort donne alors comme adversaire des Lions la Pologne (chapeau 1, 6e au classement FIFA), la Colombie (chapeau 2, 13e au classement FIFA) et le Japon (chapeau 4, 44e au classement FIFA) dans le groupe H.

### Effectif

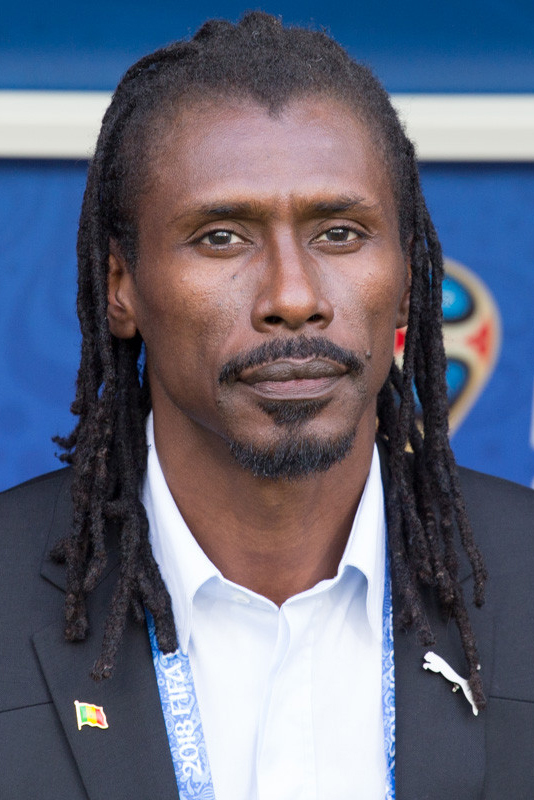
Le sélectionneur Aliou Cissé

La liste des 23 joueurs retenus est annoncée par Aliou Cissé le 17 mai 2018. Cette liste est complétée par quatre réservistes : Fallou Diagne, Famara Diédhiou, Adama Mbengue et Henri Saivet. Cette liste de 23 est confirmée auprès de la FIFA le 4 juin.
Parmi les joueurs retenus, aucun n'évolue au Sénégal. Seul Khadim Ndiaye, gardien du Horoya AC en Guinée, joue dans un championnat africain.
Le 17 juin, deux jours avant le premier match du Sénégal, Adama Mbengue est appelé pour remplacer Saliou Ciss qui s'est blessé lors du match amical face au Luxembourg
L'encadrement est principalement constitué d'anciens joueurs, quart-de-finaliste en 2002. Aliou Cissé, ex-capitaine, est le sélectionneur national depuis 2015. Il est assisté de Omar Daf (adjoint) et Tony Sylva (entraîneur des gardiens). Lamine Diatta occupe le poste de manager de l'équipe.

### Premier tour - Groupe H
Au premier tour, le Sénégal affronte, dans l'ordre, la Pologne, le Japon et la Colombie. Ces matchs se jouent respectivement à Moscou, Iekaterinbourg et Samara. Au total, les Lions parcourent 5235 km pendant cette phase de poule.
Le Sénégal remporte son premier match face à la Pologne 2-1, sur des buts de Cionek (contre son camp) et M'Baye Niang, Grzegorz Krychowiak réduisant le score en fin de match. Les Lions signent à cette occasion la première victoire africaine de la compétition après les défaites des quatre autres pays engagés.
La deuxième rencontre oppose le Sénégal et le Japon, co-leaders du groupe. Les Lions prennent deux fois l'avantage, par Sadio Mané (11e) et Moussa Wagué (71e), mais les Japonais reviennent à chaque fois au score (Inui 34e et Honda 78e). Les deux équipes se neutralisent finalement (2-2).
Le Sénégal aborde la dernière rencontre, face à la Colombie, avec l'objectif d'obtenir au moins un match nul pour s'assurer de la qualification sans dépendre du résultat de l'autre match, opposant le Japon à la Pologne. Il se retrouve mené 1-0 sur un but de Yerry Mina sur un corner à un quart de la fin du match. Dans le même temps, les Japonais, informés du résultat, arrêtent de jouer afin d'assurer la défaite 1-0 qui les qualifient. Les scores des deux rencontres n'évoluant plus, la Colombie obtient la première place du groupe avec 6 points, tandis que le Sénégal et le Japon sont à égalité de points (4) et de buts marqués et encaissés. Conformément au règlement, ils sont départagés au classement du fair-play, favorable au Japon (4 cartons jaunes contre 6). Le Sénégal devient le premier pays éliminé au nombre de cartons.

#### Résultats
|   | Équipe   | Pts | J | G | N | P | Bp | Bc | Diff |
| 1 | Colombie | 6   | 3 | 2 | 0 | 1 | 5  | 2  | +3   |
| 2 | Japon    | 4   | 3 | 1 | 1 | 1 | 4  | 4  | 0    |
| 3 | Sénégal  | 4   | 3 | 1 | 1 | 1 | 4  | 4  | 0    |
| 4 | Pologne  | 3   | 3 | 1 | 0 | 2 | 2  | 5  | -3   |

| 15 | 19 juin 2018 | Pologne  | 1 - 2 | Sénégal  |
| 16 | 19 juin 2018 | Colombie | 1 - 2 | Japon    |
| 31 | 24 juin 2018 | Pologne  | 0 - 3 | Colombie |
| 32 | 24 juin 2018 | Japon    | 2 - 2 | Sénégal  |
| 47 | 28 juin 2018 | Japon    | 0 - 1 | Pologne  |
| 48 | 28 juin 2018 | Sénégal  | 0 - 1 | Colombie |

#### Pologne - Sénégal
| Match 16                                                 | Pologne                                   | 1 - 2   | Sénégal                                           | Stade du Spartak, Moscou                         |                                                  |
| 19 juin 2018 · 18:00 (UTC+3) · Historique des rencontres | ( Kamil Grosicki) Grzegorz Krychowiak 86e | (0 - 1) | 37e (csc) Thiago Rangel Cionek · 60e M'Baye Niang | Spectateurs : 44 190 Arbitrage : Nawaf Shukralla | Spectateurs : 44 190 Arbitrage : Nawaf Shukralla |
| 19 juin 2018 · 18:00 (UTC+3) · Historique des rencontres | Rapport                                   |         |                                                   | Spectateurs : 44 190 Arbitrage : Nawaf Shukralla | Spectateurs : 44 190 Arbitrage : Nawaf Shukralla |

| Pologne | Sénégal |

| POLOGNE :       |    |                      |     |     |
|                 |    |                      |     |     |
| Gardien de but  | 01 | Wojciech Szczęsny    |     |     |
|                 | 20 | Łukasz Piszczek      |     | 83e |
|                 | 04 | Thiago Rangel Cionek |     |     |
|                 | 02 | Michał Pazdan        |     |     |
|                 | 13 | Maciej Rybus         |     |     |
|                 | 10 | Grzegorz Krychowiak  | 12e |     |
|                 | 19 | Piotr Zieliński      |     |     |
|                 | 16 | Jakub Błaszczykowski |     | 46e |
|                 | 07 | Arkadiusz Milik      |     | 73e |
|                 | 11 | Kamil Grosicki       |     |     |
|                 | 09 | Robert Lewandowski   |     |     |
| Remplaçants :   |    |                      |     |     |
|                 | 05 | Jan Bednarek         |     | 46e |
|                 | 23 | Dawid Kownacki       |     | 73e |
|                 | 18 | Bartosz Bereszyński  |     | 83e |
| Sélectionneur : |    |                      |     |     |
| Adam Nawałka    |    |                      |     |     |

| SÉNÉGAL :       |    |                    |     |     |
|                 |    |                    |     |     |
| Gardien de but  | 16 | Khadim N'Diaye     |     |     |
|                 | 22 | Moussa Wagué       |     |     |
|                 | 03 | Kalidou Koulibaly  |     |     |
|                 | 06 | Salif Sané         | 49e |     |
|                 | 12 | Youssouf Sabaly    |     |     |
|                 | 10 | Sadio Mané         |     |     |
|                 | 13 | Alfred N'Diaye     |     | 87e |
|                 | 05 | Idrissa Gueye      | 72e |     |
|                 | 18 | Ismaïla Sarr       |     |     |
|                 | 09 | Mame Biram Diouf   |     | 62e |
|                 | 19 | M'Baye Niang       |     | 75e |
| Remplaçants :   |    |                    |     |     |
|                 | 11 | Cheikh Ndoye       |     | 62e |
|                 | 14 | Pape Moussa Konaté |     | 75e |
|                 | 08 | Cheikhou Kouyaté   |     | 87e |
| Sélectionneur : |    |                    |     |     |
| Aliou Cissé     |    |                    |     |     |

| Assistants : Yaser Tulefat Taleb Al Maari Quatrième arbitre : Abdulrahman Al-Jassim Cinquième arbitre : Mohamed Al Hammadi Arbitre vidéo : Artur Soares Dias Assistants arbitre vidéo : Tiago Martins Hernán Maidana Wilton Sampaio Homme du Match : M'Baye Niang |

#### Japon - Sénégal
| Match 32                                                 | Japon                                                                 | 2 - 2   | Sénégal                                           | Iekaterinbourg Arena, Iekaterinbourg             |                                                  |
| 24 juin 2018 · 20:00 (UTC+5) · Historique des rencontres | ( Yūto Nagatomo) Takashi Inui 34e · ( Takashi Inui) Keisuke Honda 78e | (1 - 1) | 11e Sadio Mané · 71e Moussa Wagué (M'Baye Niang ) | Spectateurs : 32 572 Arbitrage : Gianluca Rocchi | Spectateurs : 32 572 Arbitrage : Gianluca Rocchi |
| 24 juin 2018 · 20:00 (UTC+5) · Historique des rencontres | Rapport                                                               |         |                                                   | Spectateurs : 32 572 Arbitrage : Gianluca Rocchi | Spectateurs : 32 572 Arbitrage : Gianluca Rocchi |

| Japon | Sénégal |

| JAPON :         |    |                 |       |     |
|                 |    |                 |       |     |
| Gardien de but  | 01 | Eiji Kawashima  |       |     |
|                 | 19 | Hiroki Sakai    |       |     |
|                 | 22 | Maya Yoshida    |       |     |
|                 | 03 | Gen Shōji       |       |     |
|                 | 05 | Yūto Nagatomo   |       |     |
|                 | 17 | Makoto Hasebe   | 90+4e |     |
|                 | 07 | Gaku Shibasaki  |       |     |
|                 | 08 | Genki Haraguchi |       | 75e |
|                 | 10 | Shinji Kagawa   |       | 72e |
|                 | 14 | Takashi Inui    | 68e   | 87e |
|                 | 15 | Yuya Osako      |       |     |
| Remplaçants :   |    |                 |       |     |
|                 | 04 | Keisuke Honda   |       | 72e |
|                 | 09 | Shinji Okazaki  |       | 75e |
|                 | 11 | Takashi Usami   |       | 87e |
| Sélectionneur : |    |                 |       |     |
| Akira Nishino   |    |                 |       |     |

| SÉNÉGAL :       |    |                      |       |     |
|                 |    |                      |       |     |
| Gardien de but  | 16 | Khadim N'Diaye       |       |     |
|                 | 12 | Youssouf Sabaly      | 90e   |     |
|                 | 03 | Kalidou Koulibaly    |       |     |
|                 | 06 | Salif Sané           |       |     |
|                 | 22 | Moussa Wagué         |       |     |
|                 | 17 | Papa Alioune N'Diaye |       | 81e |
|                 | 13 | Alfred N'Diaye       |       | 65e |
|                 | 05 | Idrissa Gueye        |       |     |
|                 | 18 | Ismaïla Sarr         |       |     |
|                 | 19 | M'Baye Niang         | 59e   | 86e |
|                 | 10 | Sadio Mané           |       |     |
| Remplaçants :   |    |                      |       |     |
|                 | 08 | Cheikhou Kouyaté     |       | 65e |
|                 | 11 | Cheikh Ndoye         | 90+1e | 81e |
|                 | 09 | Mame Biram Diouf     |       | 86e |
| Sélectionneur : |    |                      |       |     |
| Aliou Cissé     |    |                      |       |     |

| Assistants : Elenito Di Liberatore Mauro Tonolini Quatrième arbitre : Abdulrahman Al-Jassim Cinquième arbitre : Taleb Al Maari Arbitre vidéo : Massimiliano Irrati Assistants arbitre vidéo : Tiago Martins Hernán Maidana Paolo Valeri Homme du Match : Sadio Mané |

#### Sénégal - Colombie
| Match 48                                                 | Sénégal | 0 - 1   | Colombie                                 | Samara Arena, Samara                           |                                                |
| 28 juin 2018 · 18:00 (UTC+4) · Historique des rencontres |         | (0 - 0) | 74e Yerry Mina (Juan Fernando Quintero ) | Spectateurs : 41 970 Arbitrage : Milorad Mažić | Spectateurs : 41 970 Arbitrage : Milorad Mažić |
| 28 juin 2018 · 18:00 (UTC+4) · Historique des rencontres | Rapport |         |                                          | Spectateurs : 41 970 Arbitrage : Milorad Mažić | Spectateurs : 41 970 Arbitrage : Milorad Mažić |

| Sénégal | Colombie |

| SÉNÉGAL :       |    |                   |     |     |
|                 |    |                   |     |     |
| Gardien de but  | 16 | Khadim N'Diaye    |     |     |
|                 | 21 | Lamine Gassama    |     |     |
|                 | 06 | Salif Sané        |     |     |
|                 | 03 | Kalidou Koulibaly |     |     |
|                 | 12 | Youssouf Sabaly   |     | 74e |
|                 | 18 | Ismaïla Sarr      |     |     |
|                 | 08 | Cheikhou Kouyaté  |     |     |
|                 | 05 | Idrissa Gueye     |     |     |
|                 | 10 | Sadio Mané        |     |     |
|                 | 20 | Keita Baldé       |     | 80e |
|                 | 19 | M'Baye Niang      | 51e | 86e |
| Remplaçants :   |    |                   |     |     |
|                 | 22 | Moussa Wagué      |     | 74e |
|                 | 14 | Moussa Konaté     |     | 80e |
|                 | 15 | Diafra Sakho      |     | 86e |
| Sélectionneur : |    |                   |     |     |
| Aliou Cissé     |    |                   |     |     |

| COLOMBIE :      |    |                        |     |     |
|                 |    |                        |     |     |
| Gardien de but  | 01 | David Ospina           |     |     |
|                 | 04 | Santiago Arias         |     |     |
|                 | 23 | Davinson Sánchez       |     |     |
|                 | 13 | Yerry Mina             |     |     |
|                 | 17 | Johan Mojica           | 45e |     |
|                 | 15 | Mateus Uribe           |     | 83e |
|                 | 06 | Carlos Sánchez         |     |     |
|                 | 11 | Juan Cuadrado          |     |     |
|                 | 20 | Juan Fernando Quintero |     |     |
|                 | 10 | James Rodríguez        |     | 31e |
|                 | 09 | Radamel Falcao         |     | 89e |
| Remplaçants :   |    |                        |     |     |
|                 | 14 | Luis Muriel            |     | 31e |
|                 | 16 | Jefferson Lerma        |     | 83e |
|                 | 19 | Miguel Borja           |     | 89e |
| Sélectionneur : |    |                        |     |     |
| José Pékerman   |    |                        |     |     |

| Assistants : Milovan Ristić Dalibor Đurđević Quatrième arbitre : Bamlak Tessema Weyesa Cinquième arbitre : Hasan Al Mahri Arbitre vidéo : Danny Makkelie Assistants arbitre vidéo : Bastian Dankert Elenito Di Liberatore Gianluca Rocchi Homme du Match : Yerry Mina |

## Statistiques

### Temps de jeu
| Joueur            |          |          |          | TT       | But inscrit | Passe décisive | MJ       | MT       | Légende |
| ----------------- | -------- | -------- | -------- | -------- | ----------- | -------------- | -------- | -------- | --- |
| Gardiens          | Gardiens | Gardiens | Gardiens | Gardiens | Gardiens    | Gardiens       | Gardiens | Gardiens | Abréviations et symboles : TT : Total de minutes jouées MJ : Nombre de matchs joués MT : Matchs joués en tant que titulaire : but : passe décisive : joueur entré : joueur remplacé : capitaine : carton jaune : carton rouge |
| Abdoulaye Diallo  | -        | -        | -        | -        | -           | -              | -        | -        | Abréviations et symboles : TT : Total de minutes jouées MJ : Nombre de matchs joués MT : Matchs joués en tant que titulaire : but : passe décisive : joueur entré : joueur remplacé : capitaine : carton jaune : carton rouge |
| Alfred Gomis      | -        | -        | -        | -        | -           | -              | -        | -        | Abréviations et symboles : TT : Total de minutes jouées MJ : Nombre de matchs joués MT : Matchs joués en tant que titulaire : but : passe décisive : joueur entré : joueur remplacé : capitaine : carton jaune : carton rouge |
| Khadim N'Diaye    | 90       | 90       | 90       | 270      | -           | -              | 3        | 3        | Abréviations et symboles : TT : Total de minutes jouées MJ : Nombre de matchs joués MT : Matchs joués en tant que titulaire : but : passe décisive : joueur entré : joueur remplacé : capitaine : carton jaune : carton rouge |
| Défenseurs        |          |          |          |          |             |                |          |          | Abréviations et symboles : TT : Total de minutes jouées MJ : Nombre de matchs joués MT : Matchs joués en tant que titulaire : but : passe décisive : joueur entré : joueur remplacé : capitaine : carton jaune : carton rouge |
| Kalidou Koulibaly | 90       | 90       | 90       | 270      | -           | -              | 3        | 3        | Abréviations et symboles : TT : Total de minutes jouées MJ : Nombre de matchs joués MT : Matchs joués en tant que titulaire : but : passe décisive : joueur entré : joueur remplacé : capitaine : carton jaune : carton rouge |
| Kara Mbodj        | -        | -        | -        | -        | -           | -              | -        | -        | Abréviations et symboles : TT : Total de minutes jouées MJ : Nombre de matchs joués MT : Matchs joués en tant que titulaire : but : passe décisive : joueur entré : joueur remplacé : capitaine : carton jaune : carton rouge |
| Salif Sané        | 90       | 90       | 90       | 270      | -           | -              | 3        | 3        | Abréviations et symboles : TT : Total de minutes jouées MJ : Nombre de matchs joués MT : Matchs joués en tant que titulaire : but : passe décisive : joueur entré : joueur remplacé : capitaine : carton jaune : carton rouge |
| Lamine Gassama    | -        | -        | 90       | 90       | -           | -              | 1        | 1        | Abréviations et symboles : TT : Total de minutes jouées MJ : Nombre de matchs joués MT : Matchs joués en tant que titulaire : but : passe décisive : joueur entré : joueur remplacé : capitaine : carton jaune : carton rouge |
| Moussa Wagué      | 90       | 90       | 16       | 196      | 1           | -              | 3        | 2        | Abréviations et symboles : TT : Total de minutes jouées MJ : Nombre de matchs joués MT : Matchs joués en tant que titulaire : but : passe décisive : joueur entré : joueur remplacé : capitaine : carton jaune : carton rouge |
| Youssouf Sabaly   | 90       | 90       | 74       | 254      | -           | -              | 3        | 3        | Abréviations et symboles : TT : Total de minutes jouées MJ : Nombre de matchs joués MT : Matchs joués en tant que titulaire : but : passe décisive : joueur entré : joueur remplacé : capitaine : carton jaune : carton rouge |
| Adama Mbengue     | -        | -        | -        | -        | -           | -              | -        | -        | Abréviations et symboles : TT : Total de minutes jouées MJ : Nombre de matchs joués MT : Matchs joués en tant que titulaire : but : passe décisive : joueur entré : joueur remplacé : capitaine : carton jaune : carton rouge |
| Milieux           |          |          |          |          |             |                |          |          | Abréviations et symboles : TT : Total de minutes jouées MJ : Nombre de matchs joués MT : Matchs joués en tant que titulaire : but : passe décisive : joueur entré : joueur remplacé : capitaine : carton jaune : carton rouge |
| Badou Ndiaye      | 28       | 81       | -        | 109      | -           | -              | 2        | 1        | Abréviations et symboles : TT : Total de minutes jouées MJ : Nombre de matchs joués MT : Matchs joués en tant que titulaire : but : passe décisive : joueur entré : joueur remplacé : capitaine : carton jaune : carton rouge |
| Cheikh Ndoye      | -        | 9        | -        | 9        | -           | -              | 1        | -        | Abréviations et symboles : TT : Total de minutes jouées MJ : Nombre de matchs joués MT : Matchs joués en tant que titulaire : but : passe décisive : joueur entré : joueur remplacé : capitaine : carton jaune : carton rouge |
| Cheikhou Kouyaté  | 3        | 25       | 90       | 118      | -           | -              | 3        | 1        | Abréviations et symboles : TT : Total de minutes jouées MJ : Nombre de matchs joués MT : Matchs joués en tant que titulaire : but : passe décisive : joueur entré : joueur remplacé : capitaine : carton jaune : carton rouge |
| Idrissa Gueye     | 90       | 90       | 90       | 270      | -           | -              | 3        | 3        | Abréviations et symboles : TT : Total de minutes jouées MJ : Nombre de matchs joués MT : Matchs joués en tant que titulaire : but : passe décisive : joueur entré : joueur remplacé : capitaine : carton jaune : carton rouge |
| Alfred N'Diaye    | 87       | 65       | -        | 152      | -           | -              | 2        | 2        | Abréviations et symboles : TT : Total de minutes jouées MJ : Nombre de matchs joués MT : Matchs joués en tant que titulaire : but : passe décisive : joueur entré : joueur remplacé : capitaine : carton jaune : carton rouge |
| Attaquants        |          |          |          |          |             |                |          |          | Abréviations et symboles : TT : Total de minutes jouées MJ : Nombre de matchs joués MT : Matchs joués en tant que titulaire : but : passe décisive : joueur entré : joueur remplacé : capitaine : carton jaune : carton rouge |
| Keita Baldé       | -        | -        | 80       | 80       | -           | -              | 1        | 1        | Abréviations et symboles : TT : Total de minutes jouées MJ : Nombre de matchs joués MT : Matchs joués en tant que titulaire : but : passe décisive : joueur entré : joueur remplacé : capitaine : carton jaune : carton rouge |
| Sadio Mané        | 90       | 90       | 90       | 270      | 1           | -              | 3        | 3        | Abréviations et symboles : TT : Total de minutes jouées MJ : Nombre de matchs joués MT : Matchs joués en tant que titulaire : but : passe décisive : joueur entré : joueur remplacé : capitaine : carton jaune : carton rouge |
| Ismaïla Sarr      | 90       | 90       | 90       | 270      | -           | -              | 3        | 3        | Abréviations et symboles : TT : Total de minutes jouées MJ : Nombre de matchs joués MT : Matchs joués en tant que titulaire : but : passe décisive : joueur entré : joueur remplacé : capitaine : carton jaune : carton rouge |
| Moussa Sow        | -        | -        | -        | -        | -           | -              | -        | -        | Abréviations et symboles : TT : Total de minutes jouées MJ : Nombre de matchs joués MT : Matchs joués en tant que titulaire : but : passe décisive : joueur entré : joueur remplacé : capitaine : carton jaune : carton rouge |
| Moussa Konaté     | 15       | -        | 10       | 25       | -           | -              | 2        | -        | Abréviations et symboles : TT : Total de minutes jouées MJ : Nombre de matchs joués MT : Matchs joués en tant que titulaire : but : passe décisive : joueur entré : joueur remplacé : capitaine : carton jaune : carton rouge |
| Diafra Sakho      | -        | -        | 4        | 4        | -           | -              | 1        | -        | Abréviations et symboles : TT : Total de minutes jouées MJ : Nombre de matchs joués MT : Matchs joués en tant que titulaire : but : passe décisive : joueur entré : joueur remplacé : capitaine : carton jaune : carton rouge |
| M'Baye Niang      | 75       | 86       | 86       | 247      | 1           | 1              | 3        | 3        | Abréviations et symboles : TT : Total de minutes jouées MJ : Nombre de matchs joués MT : Matchs joués en tant que titulaire : but : passe décisive : joueur entré : joueur remplacé : capitaine : carton jaune : carton rouge |
| Mame Biram Diouf  | 62       | 4        | -        | 66       | -           | -              | 2        | 1        | Abréviations et symboles : TT : Total de minutes jouées MJ : Nombre de matchs joués MT : Matchs joués en tant que titulaire : but : passe décisive : joueur entré : joueur remplacé : capitaine : carton jaune : carton rouge |
| Total             |          |          |          |          |             |                |          |          | Abréviations et symboles : TT : Total de minutes jouées MJ : Nombre de matchs joués MT : Matchs joués en tant que titulaire : but : passe décisive : joueur entré : joueur remplacé : capitaine : carton jaune : carton rouge |
| Équipe du Sénégal | 90       | 90       | 90       | 270      | 3           | 1              | 3        | -        | Abréviations et symboles : TT : Total de minutes jouées MJ : Nombre de matchs joués MT : Matchs joués en tant que titulaire : but : passe décisive : joueur entré : joueur remplacé : capitaine : carton jaune : carton rouge |

| Buts | Joueurs      | Adversaires |
| ---- | ------------ | ----------- |
| 1    | M'Baye Niang | Pologne     |
| 1    | Sadio Mané   | Japon       |
| 1    | Moussa Wagué | Japon       |

| Passes | Joueurs      | Adversaires |
| ------ | ------------ | ----------- |
| 1      | M'Baye Niang | Japon       |

## Image et soutien

### Maillots

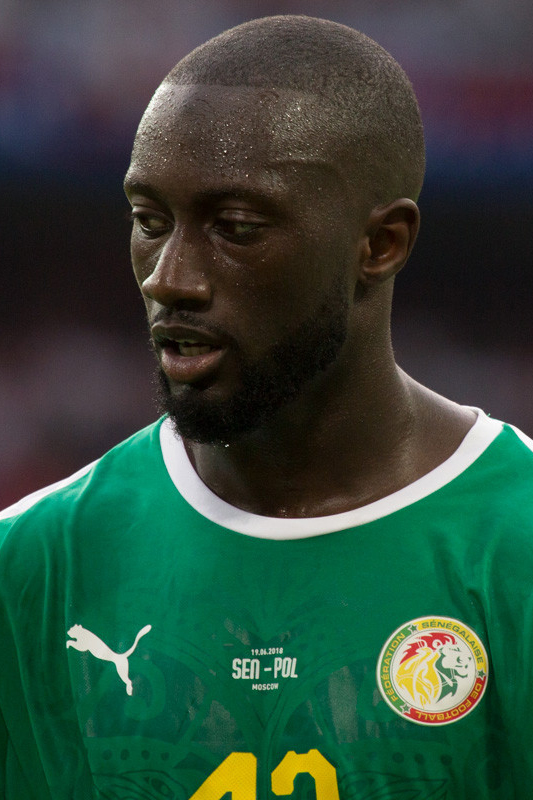
Sabaly avec le maillot extérieur

Après l'obtention de la qualification, la fédération signe un contrat de cinq ans avec l'équipementier allemand Puma, qui remplace Romai Sports. Les maillots sont dévoilés à la mi-mars, avant les premiers matchs de préparation. Ils reprennent les couleurs traditionnelles de la sélection : maillot blanc à domicile et vert à l'extérieur, avec une tête de lion en filigrane. Le maillot domicile est blanc avec un col rond vert et des bandes vertes sur les manches et les épaules. Les couleurs sont inversées sur le maillot extérieur.

### Hymne
La chanson Gainde (« Lion » en wolof) est l'hymne de l'équipe du Sénégal pour la coupe du monde. Elle est chantée par le rappeur français Black M et Youssou Ndour. Le clip a été tourné au mois de mars 2018 au Havre avec les joueurs, à l'occasion du match amical face à la Bosnie-Herzégovine.

### Soutien

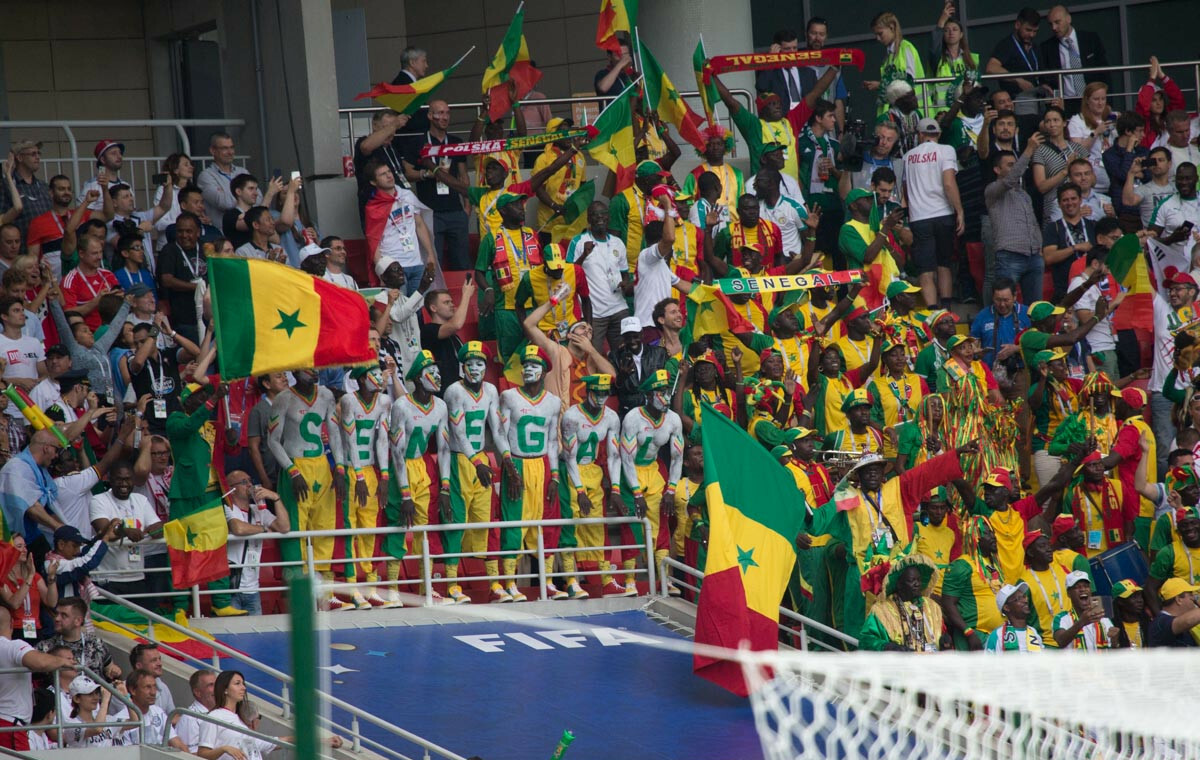
Supporteurs sénégalais lors du match face à la Pologne

Plusieurs centaines de supporteurs des groupes « 12e Gaïndé » (« 12e lion » en wolof) et « Allez Casa » (comité de soutien des équipes nationales de football et de basket-ball, ainsi que de Casa Sport) sont présents en Russie pour soutenir les Lions.
Près de 200 supporters sénégalais à Moscou pour vendre « la destination Sénégal »! En effet, la délégation du 12e Gaïndé qui se déplacera en Russie entre vendredi et samedi aura la mission de montrer le côté riche de la culture sénégalaise dans sa diversité et dans son ensemble.
Le président Macky Sall a quant à lui annoncé prendre 12 jours de congés pour soutenir l'équipe en Russie.

## Aspects socio-économiques

### Diffusion télévisée
La diffusion de la coupe du monde sur le territoire sénégalais fait l'objet d'un conflit entre la télévision publique RTS et le groupe privé Futurs Médias, chacun affirmant avoir acquis les droits exclusifs pour la diffusion gratuite auprès d'Econet Media,. En effet, la chaîne publique a acquis les droits de diffusion auprès d'Econet pour 380 000 euros tandis que le groupe de Youssou Ndour aurait obtenu la diffusion de Kwesé Free Sports (filiale d'Econet) et de 32 rencontres par l'intermédiaire de la société African Networks TV. Le 11 juillet, entre les deux demi-finales, Econet dénonce le non-respect du contrat par ANTV et demande l'arrêt de la diffusion par la TFM en saisissant le Conseil national de régulation de l'audiovisuel.
Par ailleurs, le groupe Canal + dispose des droits pour la diffusion payante de tous les matchs.

### Primes
Le Sénégal participera à sa deuxième coupe du monde, en juin prochain, en Russie. Et pour améliorer les performances des lions de la Téranga, la Fédération Sénégalaise de Football (FSF) va décaisser 1,100 milliard F CFA (1679808,72 euros)  pour payer les primes de participation aux 23 internationaux sénégalais qui seront sélectionnés par Aliou Cissé. Chaque joueur touchera la somme de 20 millions de F CFA en guise de prime de participation, soit 460 millions F CFA. 20 millions, c’est aussi la somme que touchera le sélectionneur des lions de la Téranga. Les membres du staff d’Aliou Cissé à savoir son adjoint, Régis Bogaert, le préparateur des gardiens, Tony Sylva et le coordonnateur, Lamine Diatta, toucheront aussi la même somme que le coach et les joueurs à savoir 20 millions de F CFA. Omar Daf touchera aussi 20 millions comme les autres si et seulement s'il accompagne les lions durant tout le mondial 2018, en Russie.
Tous les joueurs ayant participé à la phase de qualification ont reçu une prime. Selon le président de la fédération Augustin Senghor, son montant est de l'ordre de 30 millions de Francs CFA (env. 45 000 €) par joueur, en fonction du nombre de matchs joués.
Une prime de participation de 20 millions de FCFA est versée à chacun des 23 joueurs retenus.